# Nielson Motor Car Company
Nielson Motor Car Company war ein US-amerikanischer Hersteller von Kraftfahrzeugen.

## Unternehmensgeschichte
E. A. Nelson gründete Anfang 1906 das Unternehmen in Detroit in Michigan gegründet. Im gleichen Jahr begann die Produktion von Personenkraftwagen. Der Markenname lautete Nielson. Im Juni 1906 folgte ein Lastkraftwagen, der ein Prototyp blieb. 1907 endete die Produktion. Insgesamt entstanden nur wenige Fahrzeuge.

## Fahrzeuge
Der einzige Pkw war das Model No. 7. Es hatte einen luftgekühlten Einzylindermotor. 127 mm Bohrung und 127 mm Hub ergaben 1930 cm³ Hubraum und 12 PS Leistung. Der Motor war unter dem Sitz montiert, obwohl sich zwischen den Vorderrädern eine Haube befand, die einer Motorhaube ähnelte. Er trieb über ein Friktionsgetriebe und zwei Ketten die Hinterachse an. Das Fahrgestell hatte 213 cm Radstand. Der Aufbau war ein Runabout mit Platz für zwei Personen. Das Leergewicht betrug rund 454 kg.